# Al Jumaliyah
Al Jumaliyah (arabo: الجميلية) è una municipalità del Qatar di 13 085 abitanti. 